# 威廉·李·史考特
威廉·李·史考特（William Lee Scott，1973年7月6日—）是美國的一位演員。他最著名的作品是在WB情景喜劇The Steve Harvey Show中飾演Stanley "Bullethead" Kuznocki角色，並且他也出演過多部電影。